# Patrick Magee
Patrick George McGee (31 de marzo de 1922 - 14 de agosto de 1982), más conocido como Patrick Magee fue un actor irlandés.  
Era más bien conocido por sus colaboraciones con Samuel Beckett y Harold Pinter. También apareció en las películas de Stanley Kubrick, A Clockwork Orange y Barry Lyndon. 
En 1966 ganó un premio Tony.

## Biografía

### Primeros años
Nació en el seno de una familia de clase media. Tenía cuatro hermanos y estudió en la escuela secundaria de San Patricio.

### Carrera teatral
Conocido como Magee, sus primeras experiencias en el escenario fueron las obras de Shakespeare. Tiempo después se trasladó a Londres junto a Tyrone Guthrie en una serie de obras irlandesas.
En 1964, se unió a la Royal Shakespeare Company donde trabajo en la obra de teatro, The Birthday Party, dirigida por Harold Pinter. En 1965 protagonizó Marat/Sade lo que le valió el premio Tony.

### Carrera como actor de cine
Los primeros papeles en el cine incluyen de Joseph Losey en la película de 1960 The Criminal y El sirviente de 1963. En 1971 interpretó al torturado escritor Frank Alexander en La naranja mecánica.

### Muerte
Murió en su apartamento de Londres a los 60 años.